# Ligne de Limoges-Bénédictins à Angoulême
La ligne de Limoges-Bénédictins à Angoulême est une ligne de chemin de fer française, mise en service le 26 avril 1875 ; orientée globalement est-ouest, elle constitue une liaison d'ordre régional entre la Haute-Vienne et la Charente (Nouvelle-Aquitaine), mais les liaisons ferroviaires ont été suspendues sur la moitié ouest de la ligne depuis 2018, la liaison ayant depuis été uniquement desservie par des bus de remplacement. Une remise en état est envisagée pour 2030.
Elle constitue la ligne 610 000 du réseau ferré national.

## Histoire

### Création
Cette ligne fait initialement partie, en 1854, d'un projet de liaison transversale est-ouest entre La Rochelle, Angoulême et Limoges, où l'on rejoindrait la ligne projetée de Bordeaux vers Lyon.
En 1867, lors de l'ouverture de la ligne Rochefort - Angoulême, rien n'est encore décidé quant au tracé entre Angoulême et Limoges. Certains, dont des députés de Dordogne et de Corrèze, ainsi que Mr. Laroche-Joubert, conseiller général d'Angoulême, penchent pour un passage par Montbron. Les députés de Haute-Vienne, de Charente et de Charente-Inférieure souhaitent un tracé par La Rochefoucauld et la vallée de la Vienne. Ce dernier tracé choisi est tranché le 20 février 1868 par le conseil supérieur des Ponts et Chaussées.
Une convention signée le 18 juillet 1868 entre le ministre des Travaux publics et la Compagnie des chemins de fer des Charentes accorde la concession à titre définitif de la ligne. Cette convention est approuvée par un décret impérial à la même date.
La ligne Angoulême-Limoges est déclarée d'utilité publique le 26 juillet 1868. Elle est inaugurée après 7 ans de travaux, le 26 avril 1875 par la Compagnie des chemins de fer des Charentes.
Une gare séparée est alors construite à Angoulême, appelée gare des Charentes puis gare de l'État, située en face de celle de la Compagnie d'Orléans (ligne Paris-Bordeaux), appelée gare d'Orléans (la gare actuelle),.

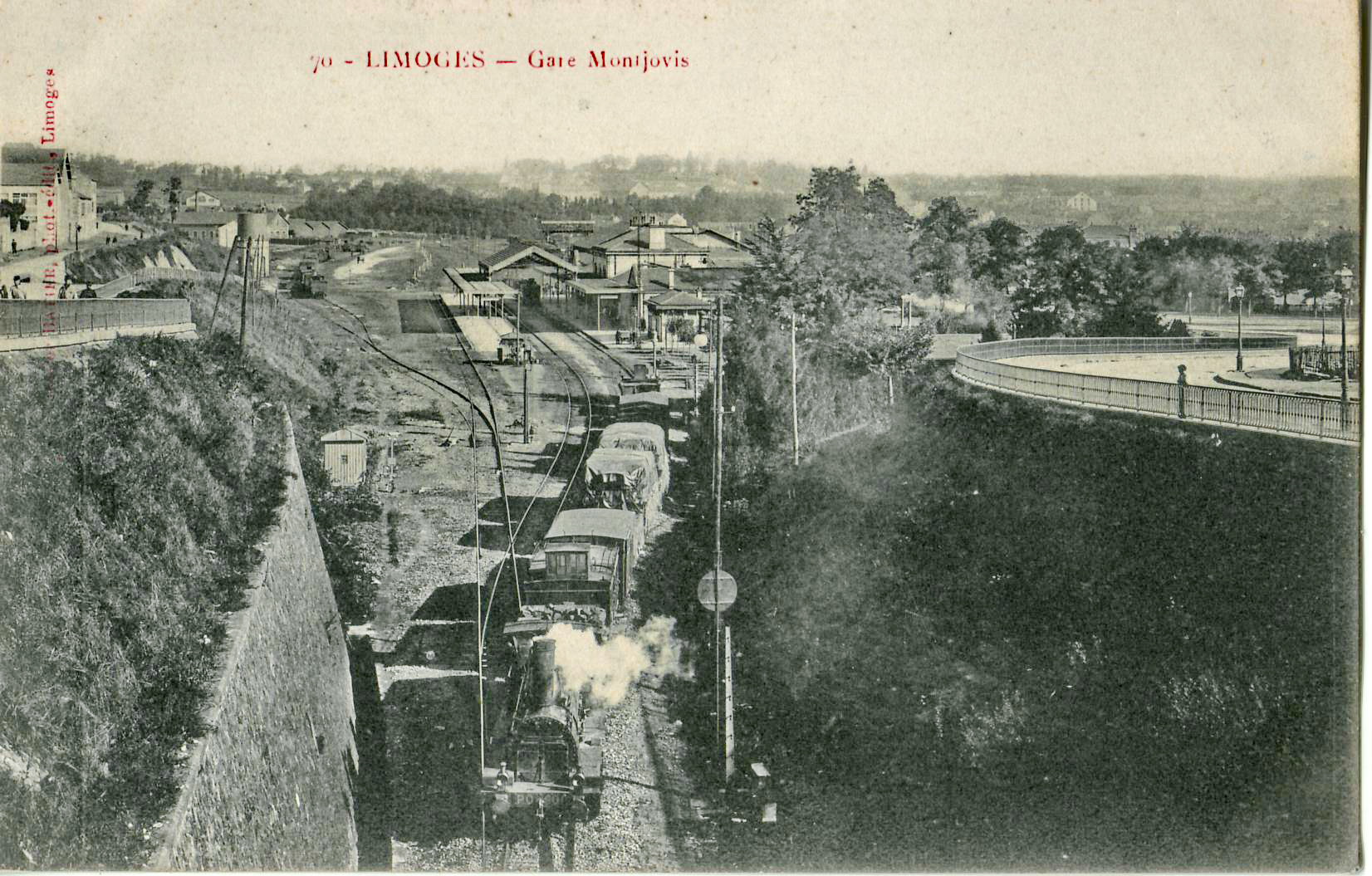
La gare de Limoges-Montjovis, au temps du PO

Du côté de Limoges, le terminus en 1875 se situe à la gare des Charentes, devenue par la suite Limoges-Montjovis, mais la liaison avec la gare des Bénédictins n'est construite qu'un an plus tard.

### Développement
Une convention est signée le 31 mars 1877 entre la Compagnie des Charentes et l'État pour le rachat de la ligne par ce dernier. Cette convention est approuvée par une loi le 18 mai 1878.
La ligne est alors exploitée par l'Administration des chemins de fer de l'État. La ligne est cédée par l'État à la Compagnie du chemin de fer de Paris à Orléans par une convention signée entre le ministre des Travaux publics et la compagnie le 28 juin 1883. Cette convention est approuvée par une loi le 20 novembre suivant.
Mais ce n'est qu'en 1892 que, côté Angoulême, les trains arrivent directement dans la gare d'Orléans grâce à un embranchement construit au nord de la ville.

### XXesiècle
Le 1er janvier 1934, les Compagnies des chemins de fer de Paris à Orléans et du Midi et du Canal latéral à la Garonne créent une communauté d'intérêt financière, commerciale et technique pour l'exploitation de leurs réseaux. Toutefois, chacune des deux compagnies conserve la concession des lignes qu'elle a obtenu de l'État.
Au 1er janvier 1938, lors de la fusion des grandes compagnies françaises de chemins de fer, la ligne est intégrée au réseau de la SNCF. Elle devient alors une branche de la transversale Bordeaux Lyon. Elle est empruntée chaque nuit par l'express Genève - La Rochelle avec rebroussement en gare de Limoges-Bénédictins.
En 1957, celui-ci est remplacé par un train Saint-Gervais-les-Bains - La Rochelle, avant que sa fréquence soit limitée aux jours de fin de semaine et avant sa suppression en 1990.

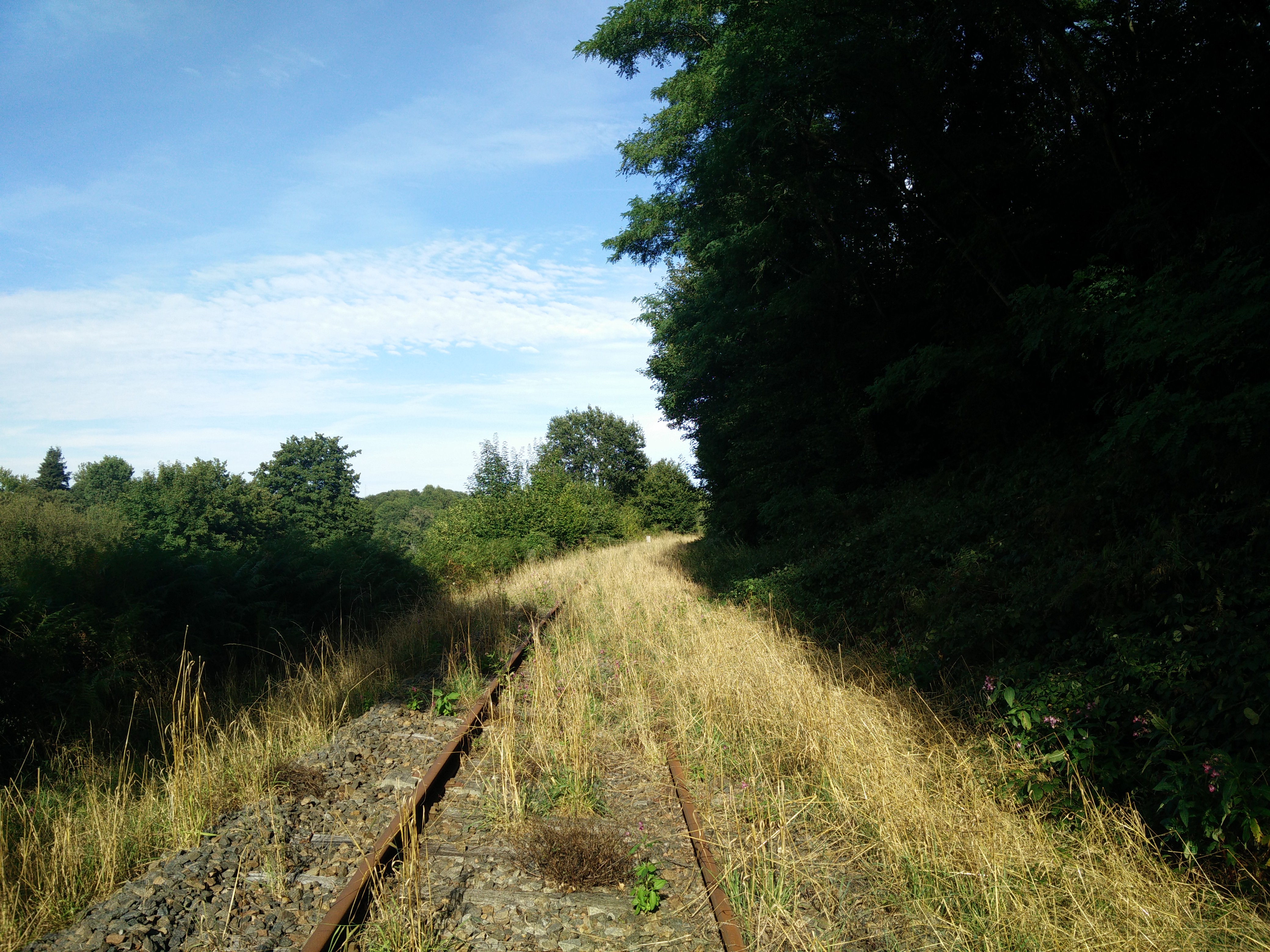
L'état de la voie en août 2019, entre Chabanais et le pont de la route nationale 141.

### Déclin
Depuis le 13 mars 2018, la portion de ligne entre Saillat - Chassenon et Angoulême est fermée à tout trafic ferroviaire en raison de défauts de géométrie de la voie,. Aucune remise en service n'est envisagée. En remplacement, une ligne de bus effectuant le trajet en 2h20, est mise en place. Des élus locaux et des cheminots manifestent le 13 décembre 2018, dénonçant une menace de fermeture définitive de la ligne.
En mars 2019, le groupe Systra, mandaté par la région Nouvelle-Aquitaine pour estimer le coût de remise en service de la ligne donne une fourchette de 100 à 125 millions d'euros, soit moins que le montant initialement estimé de 150 millions d'euros,. Systra note également que la portion Limoges-Saillat est en mauvais état, et ne durerait que deux à cinq ans supplémentaires, nécessitant une rénovation globale de la ligne. Le sujet doit être traité le 12 avril 2019 par la région. Les élus des départements concernés, la Haute-Vienne et la Charente, sont favorables à ce que les travaux se déroulent en deux temps : dans un premier temps la section d'Angoulême à Saillat-sur-Vienne, puis dans un second temps la section de Saillat-sur-Vienne à Limoges. La durée des travaux serait de trois ans et demi.
À partir du 15 décembre 2019, la région met en place un trajet en autocar de deux heures, plus rapide d'une demi-heure mais qui ne s'arrête pas à Chabanais, La Rochefoucauld et Ruelle. Les prix sont revus à la baisse, le billet coûtant désormais 2 euros et l'abonnement mensuel 40. La région demande également à l'État que des études pour la réouverture de la ligne soient menées dès 2020.
En février 2020, le directeur de SNCF Réseau pour la Nouvelle-Aquitaine annonce débuter les études préliminaires à la rénovation. Celles-ci doivent durer trois à quatre ans. Les élus locaux déplorent la durée des études ainsi que l'absence de clarté concernant le montant final à payer. L'étude visant à régénérer la ligne doit commencer en 2021 pour un montant de deux millions d'euros.
Dans les années qui suivent, une mobilisation locale se crée, en faveur de la réouverture de la portion fermée, comprenant des manifestations en gare de Chabanais et de Chasseneuil. Les études préliminaires, préalables à la régénération de la ligne, doivent livrer leur verdict en fin d'année 2023. En novembre 2023, des travaux sont annoncés à partir de 2027, pour une réouverture de la ligne d'ici à 2030. Le coût des travaux est alors estimé à 242 M€. Les 35 M€ de la première phase sont pris encharge à 40 % par l'État, 40 % par la région Nouvelle-Aquitaine, les 20 % restants par les autres collectivités locales.

## Caractéristiques

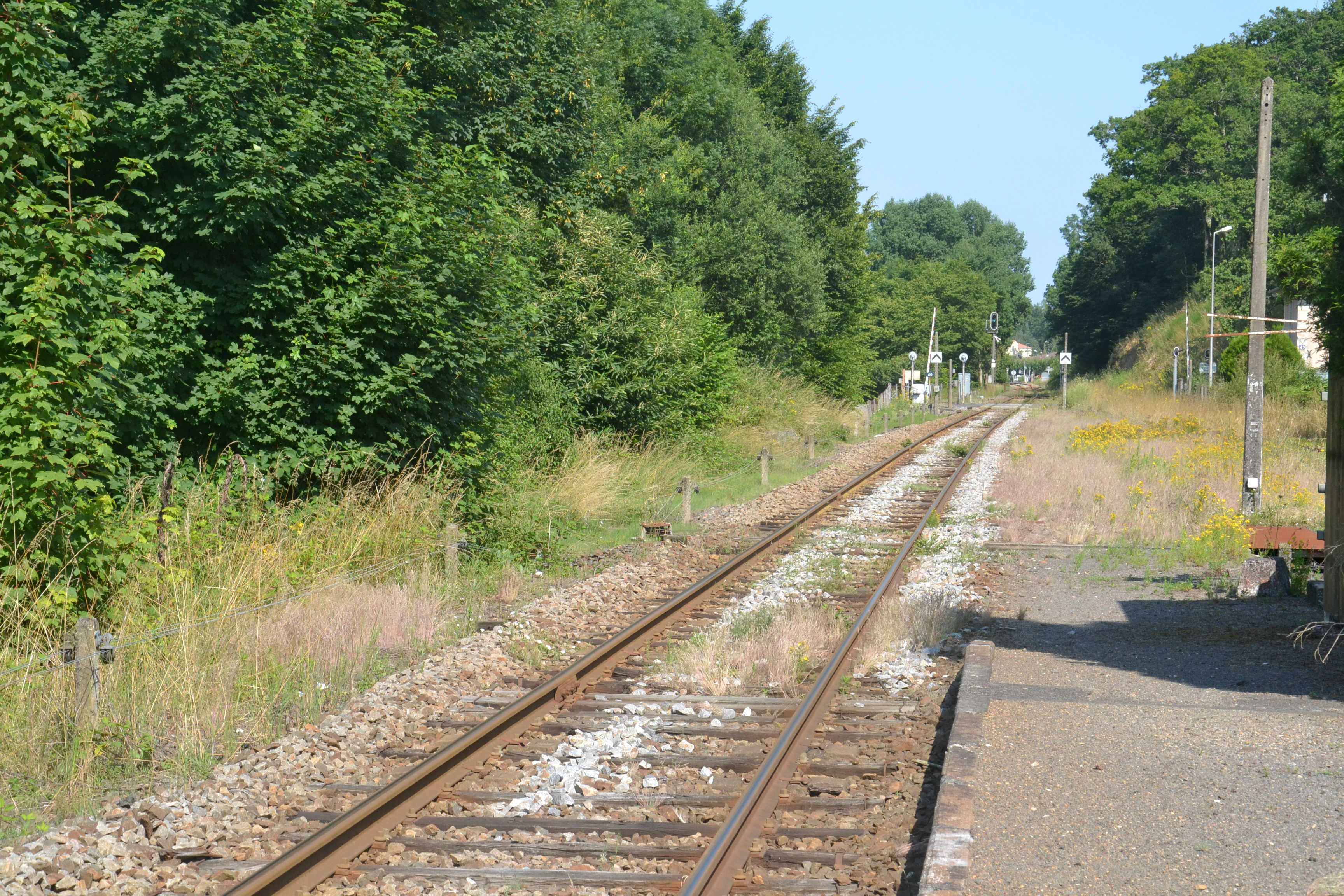
La ligne à Exideuil.

Outre le désenclavement de la Charente limousine, la ligne Angoulême-Limoges a contribué à l'industrialisation de la Haute-Vienne et de la Charente sur son parcours :
- usines de La Rochefoucauld (textiles Chaignaud, briqueterie Péruzet) [22]
- tuileries et briqueteries de Roumazières-Loubert et Fontafie (commune de Genouillac) [23]
- usines d'Exideuil, créées en 1888 (SOFPO) et 1908 (Lamirande) [24],[25]
- papeteries de la vallée de la Vienne, dont celle de Saillat-Chassenon
- fonderie de Ruelle

Au départ de Roumazières-Loubert, une ligne allait vers Confolens et Le Vigeant. Après abandon de la ligne, la portion entre Roumazières et Confolens a été réaménagée pour le tourisme en vélorail par l'association Chemin de fer Charente-Limousine créée en 1992.
La dégradation de l'état de la ligne est un fait avéré dans les années 2010, qui fait l'objet d'un plan de sauvegarde consistant en un remplacement de 5 000 traverses à l'été 2016.

## Gares
La section Limoges → Saillat possède les gares suivantes : Limoges-Bénédictins, Limoges-Montjovis, Aixe-sur-Vienne, Verneuil-sur-Vienne, Saint-Victurnien, Saint-Brice-sur-Vienne, Saint-Junien, Saillat Chassenon. Sur la section Saillat → Angoulême, les gares étaient les suivantes : Saillat Chassenon, Chabanais, Exideuil-sur-Vienne, Roumazières - Loubert, Chasseneuil-sur-Bonnieure, La Rochefoucauld, Ruelle, Angoulême. Des croisements sont possibles à Limoges-Bénédictins, Aixe-sur-Vienne, Verneuil-sur-Vienne, Saint-Victurnien, Saint-Brice-sur-Vienne, Saint-Junien, Saillat Chassenon, soit toutes les gares sauf Limoges-Montjovis. Sur la section Saillat → Angoulême, voici d'autres gares, mais ayant fermé avant 2018 : Fontafie, Taponnat, Montgoumard, Le Quéroy-Franzac, Magnac-Touvre.

## Ouvrages d'art
La ligne possède quelques ouvrages d'art :
- Viaduc de 3 arches sur la Tardoire (35 m)
- Viaduc sur la Charente (49 m)
- Viaduc sur la Gorre (27 m)
- Viaduc sur la Vienne (100 m)
- Souterrain de Verneuil (210 m)
- Souterrain quelconque (69 m)
- Souterrain Montjovis (401 m)
- Souterrain quelconque (56 m).